# Адам Крікорян
Адам Крікорян (англ. Adam Krikorian, 22 липня 1974) — американський тренер з жіночого водного поло.
Олімпійський чемпіон 2012, 2016, 2020 років.
Чемпіон світу з водних видів спорту 2009, 2015, 2017, 2019 років.
Переможець Панамериканських ігор 2011, 2015, 2019 років.